# Bandera de los Estados Unidos de las Islas Jónicas
La bandera de los Estados Unidos de las Islas Jónicas se utilizó entre 1815 y 1864. La bandera consistía en un pabellón azul de bordes rojos con el escudo de armas del estado predecesor, la República de las Islas Jónicas.

## Historia
Los Estados Unidos de las Islas Jónicas fueron creados como resultado del Tratado de París de 1815 en el Congreso de Viena como un protectorado amistoso bajo soberanía del Reino Unido. En el artículo 1 de la sección VI del tratado, se establecía que la nueva bandera nacional de los Estados Unidos de las Islas Jónicas sería la bandera de la República de las Islas Jónicas, un león de San Marcos sosteniendo una Biblia sobre un fondo azul, con una Union Jack en el cantón para simbolizar el protectorado británico.

## Uso marítimo
Durante la navegación en el Mar Negro y el Mar Mediterráneo Oriental, la bandera de los Estados Unidos de las Islas Jónicas solía ser utilizada como pabellón de conveniencia por los barcos griegos para aparentar que disfrutaban de la protección del Imperio Británico. El embajador británico ante el Imperio Otomano, Percy Smythe, sexto vizconde de Strangford, se sintió molesto por esto y escribió a su homólogo declarando: «Los súbditos de los Estados Jónicos deben aprender que su bandera es demasiado respetable como para ser convertida en una mera cuestión de conveniencia ocasional».
Durante la Guerra de Crimea (1853-56), se presumía que los barcos que enarbolaban la bandera de las Islas Jónicas no podían comerciar con Rusia. Sin embargo, el Comité Judicial del Consejo Privado del Tribunal del Almirantazgo, en 1855, sostuvo que, dado que la reina Victoria había negociado tratados con otras naciones que incluían específicamente a los Estados Unidos de las Islas Jónicas por separado, en lugar de la inclusión implícita con las Colonias de la Corona al mencionar únicamente al Reino Unido, las Islas Jónicas no estaban técnicamente en guerra con el Imperio ruso, ya que el Reino Unido no les había declarado la guerra por separado al mencionarlas en la declaración original. No obstante, la sentencia también declaró que los barcos que enarbolaban la bandera jónica no eran británicos y que sus ciudadanos no eran súbditos británicos, ya que los Estados Unidos de las Islas Jónicas eran un protectorado y no una colonia. Por lo tanto, los barcos con bandera jónica tenían derecho a comerciar con Rusia durante la Guerra de Crimea, mientras que los barcos británicos no, pero no gozaban de los derechos ni la protección del Reino Unido.

## Abandono
En 1864, en virtud del Tratado de Londres, el Reino Unido cedió los Estados Unidos de las Islas Jónicas al Reino de Grecia como gesto de buena voluntad tras la negativa del príncipe Alfredo a aceptar el trono griego a pesar de la petición popular griega. Tras la anexión de las Islas Jónicas, la bandera anterior dejó de tener carácter oficial y fue sustituida por la bandera de Grecia.